# Mormodes calceolata
Mormodes calceolata là một loài thực vật có hoa trong họ Lan. Loài này được Fowlie mô tả khoa học đầu tiên năm 1972.